# Гошкевич, Виктор Иванович
Виктор Иванович Гошкевич (1860—1928) — советский и украинский историк и археолог, Герой Труда.

## Биография
Родился в 1860 году в Киеве в семье преподавателя философии Киевской духовной семинарии Ивана Антоновича Гошкевича (1824—1871); племянник дипломата и востоковеда Иосифа Антоновича Гошкевича. В семье было ещё три сына: Михаил (1853—?), Леонид (1868—1963) и Николай (1871—?).
Высшее образование получил на историческом отделении историко-филологического факультета Киевского университета (1882—1886), где основательно изучал археологию под руководством В. Б. Антоновича.
С 1890 года занимал должность секретаря Херсонского губернского статистического комитета и, не ограничиваясь государственной службой, изучал древнюю историю края, проводя археологические поиски. За 15 лет работы в комитете он подготовил 11 статистико-экономических обзоров Херсонской губернии. Среди его работ особого внимания заслуживает «Список населенных мест Херсонской губернии и статистические данные в каждом поселении» (1896).
В первый же год своего пребывания в Херсоне он основал при Херсонском губернском статистическом комитете археологический музей. Основную часть музейного собрания составляли его собственные находки. В 1893 году в музее насчитывалась уже тысяча предметов. В 1895 году музей посетил профессор Новороссийского университета А. Н. Деревицкий (1859—1943 гг.). Подбирая материалы для своих исследований, музей посетил также Ганс Драгендорф, которого особо заинтересовала коллекция фрагментов керамики, собранная В. И. Гошкевичем в песках днепровского левобережья.
В 1898—1907 годах В. И. Гошкевич был издателем и редактором ежедневной газеты «Юг».
В 1896 году Гошкевич был избран действительным членом Одесского общества истории и древностей, в деятельности которого он принимал непосредственное и активное участие. Он проводил археологические исследования всего Юга Украины (Таврии, Поднестровья, Побужья и т. п.), главное внимание уделял изучению старобытностей Херсонщины; отыскал около 50 древнескифских городищ в Херсонском и Днепровском уездах. По словам известного русского археолога С. А. Жебелева, В. И. Гошкевич принадлежал «к типу просвещенных, самоотверженных деятелей на местах, краеведов».
Накануне Первой мировой войны был известен и за границей. В научном контакте с ним находились археологи Б. В. Фармаковский и В. В. Шкорпил. В 1914 году стал членом Таврической учёной архивной комиссии.
В том же году он был избран член-корреспондентом Московского археологического общества. После Октябрьской революции стал действительным членом Археологической комиссии Академии наук УССР. Добросовестная работа В. И. Гошкевича получила высокую оценку со стороны государства: в 1922 году он был удостоен звания Героя Труда.
В 1922 году по причине тяжелой болезни (склероз мозга) В. И. Гошкевич отошёл от дел.
Умер 2 марта 1928 года в Херсоне, где и был похоронен. Сейчас его могила находится на территории Херсонского областного краеведческого музея.
В. М. Васнецов написал с Гошкевича этюд для изображения апостола Павла.

## Археологический музей
В 1897 году к Гошкевичу обратилась дирекция Херсонской общественной библиотеки с предложением переместить археологические материалы в своё новое помещение и сделать доступ к ним открытым для всех желающих. В это же время новый херсонский губернатор князь Иван Михайлович Оболенский способствовал открытию «губернской учёной архивной комиссии» и предложил для продолжения начатого Гошкевичем дела создать Археологический музей Херсонской губернской учёной архивной комиссии. Председателем архивной комиссии был назначен Г. Л. Скадовский. Музей и губернская учёная архивная комиссия были открыты одновременно, 31 мая 1898 года в помещении Херсонской общественной библиотеки
Губернская архивная комиссия так и не смогла выполнить возложенных на неё функций. Уже 23 октября 1907 года состоялось её заседание, на котором звучали призывы к ликвидации комиссии и археологического музея с передачей археологических коллекций в Одессу. В защиту дела В. И. Гошкевича выступили только представители городской управы, которые предложили передать музей в распоряжение города, что и произошло 23 сентября 1909 года. В. И. Гошкевич отказался от материальных прав на музейные фонды, но сохранил за собой право возглавлять и в дальнейшем музей, который стал именоваться: Херсонский городской музей древностей и изящных искусств. Для развертывания его экспозиций и фондов городом был предоставлен отдельный двухэтажный дом на улице Говарда, в который в течение декабря 1910 г. — января 1911 г. перенесли все музейные коллекции. Тогда же было официально объявлено о прекращении деятельности Херсонской губернской учёной архивной комиссии. А 1 октября 1911 года состоялось официальное открытие музея в новом помещении.
В 1924 году при музее было основано Общество изучения Херсонщины (Херсонское краеведческое общество).

## Семья
Дочь — Екатерина Викторовна Гошкевич (1882—1925?) в 1905 году познакомилась в Киеве с будущим военным министром Российской империи В. А. Сухомлиновым, который вскоре стал её супругом.
Близкими к В. И. Гошкевичу были его приёмные дети: Фёдор Васильевич Фабрициус избрал военную карьеру и к 1912 году имел чин поручика. Ирина Васильевна Фабрициус (1882—1966) в 1900 году с золотой медалью закончила 2-ю Херсонскую женскую гимназию, а в 1905 году — Бестужевские женские курсы.